# Mesynodites virgatus
Mesynodites virgatus är en skalbaggsart som beskrevs av August Reichensperger 1931. Mesynodites virgatus ingår i släktet Mesynodites och familjen stumpbaggar. Inga underarter finns listade i Catalogue of Life.